# Newport (Rhode Island)
Newport – miasto w Stanach Zjednoczonych, w stanie Rhode Island, w hrabstwie Newport, położone na wyspie Rhode Island w zatoce Narragansett (Ocean Atlantycki). Port morski, założony w 1639 roku. W 2010 roku miasto liczyło 24 672 mieszkańców.
Miasto znane jest ze słynnych festiwali muzycznych: Newport Jazz Festival i Newport Folk Festival.
Historyczna siedziba amerykańskiego centrum rozwoju i produkcji torped w Naval Torpedo Station, odpowiedzialnego za opracowanie i produkcję wszystkich amerykańskich torped użytych podczas II wojny światowej.
W 1778 roku w okolicach Newport zatopiono statek „Lord Sandwich” (dawniej HMB „Endeavour”), uczestniczący w pierwszej wyprawie Jamesa Cooka. W 1794 roku u brzegów Newport rozbił się statek „Resolution”, biorący udział w drugiej i trzeciej wyprawie Jamesa Cooka.
W mieście rozwinął się przemysł elektrotechniczny oraz elektroniczny.

## Miasta partnerskie
- Shimoda, Japonia
- Kinsale, Irlandia
- Ponta Delgada, Portugalia
- Imperia, Włochy
- Skiathos, Grecja
- Saint John, Kanada
- La Rochelle, Francja
- Orlando, Stany Zjednoczone